# Brauerei C & A Veltins
Brauerei C & A Veltins is een Duitse bierbrouwerij in Meschede-Grevenstein, Sauerland.

## Geschiedenis
De huisbrouwerij, gesticht in 1824 door Franz Kramer werd door Clemens Veltins in 1852 overgenomen. In 1883 werd de brouwerij van het centrum van Grevenstein naar de rand van het dorp verplaatst. Tien jaar later, in 1893, namen de tweeling Anton en Carl Veltins de brouwerij van hun vader over en gaven de brouwerij de naam Brauerei C & A Veltins.
In 1926 werd door Carl besloten om uitsluitend pilsener te gaan brouwen. Doorslaggevend was het feit dat de brouwerij over zuiver bronwater kon beschikken, water dat noodzakelijk werd geacht om pilsener te kunnen brouwen. In 1994 nam Susanne Veltins de leiding van het bedrijf op zich.
Behalve pils brengt de brouwerij maltbier, alcoholvrij bier en bier met speciale toevoegingen/smaken zoals appel, citroen, cola, curuba, energy en koffie op de markt.

## Assortiment

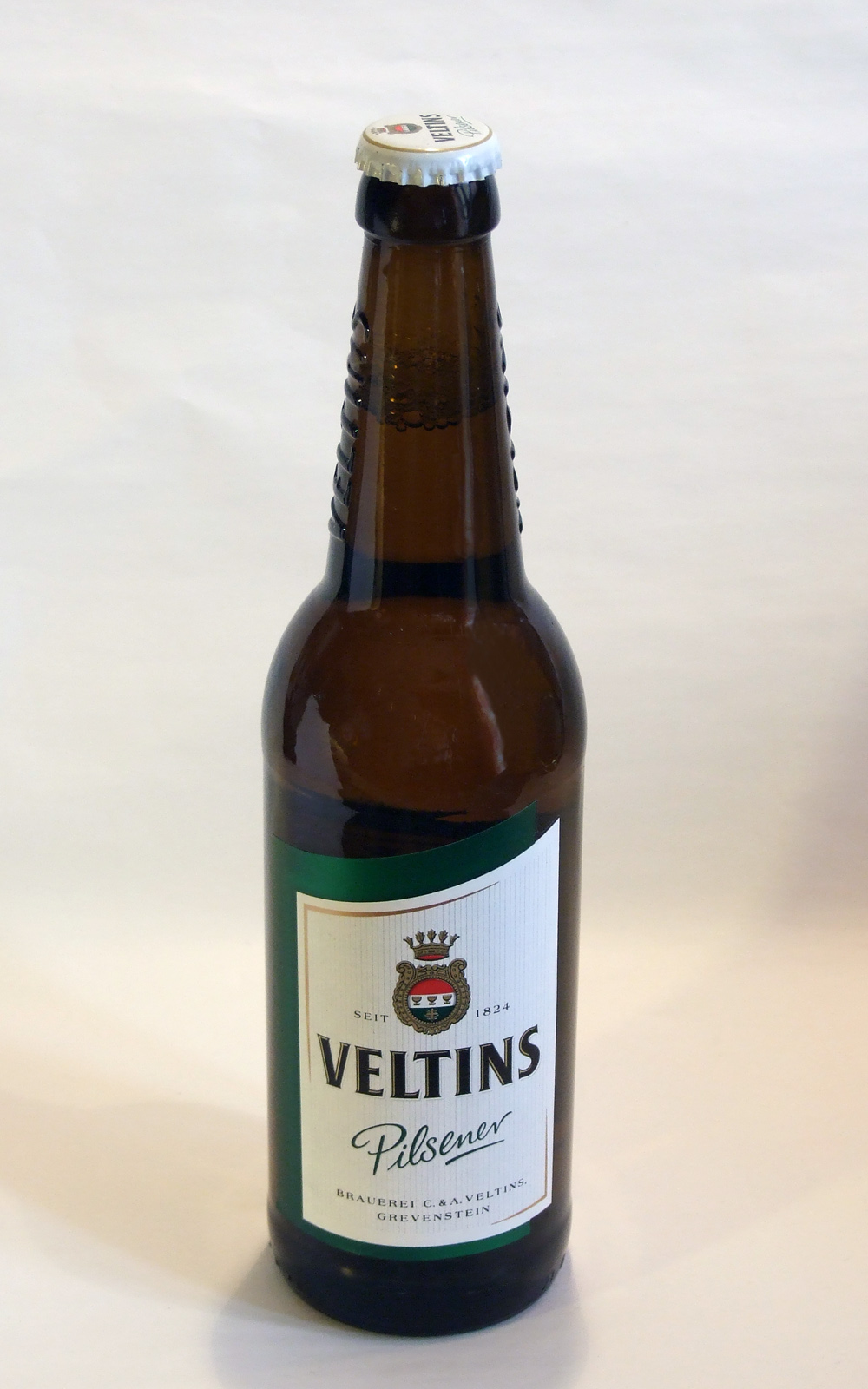
Veltins Pilsener

### Bieren
- Veltins Pilsener
- Veltins Alkoholfrei
- Veltins Malz
- Veltins Radler
- Veltins Radler Alkoholfrei
- Veltins Helles Pülleken
- Grevensteiner
- Grevensteiner Radler

### Veltins V+
- Grapefruit
- Lemon
- Berry-x
- Curuba
- Energy
- Apple
- Kola
- Black label

### Veltins Fassbrause
- Veltins Fassbrause Apfel
- Veltins Fassbrause Holunder
- Veltins Fassbrause Zitrone

## Trivia
- De brouwerij heeft haar naam verbonden aan de Veltins-Arena, een voetbalstadion in Gelsenkirchen, Duitsland.